# Marigny-les-Usages
Marigny-les-Usages és un municipi francès, situat al departament del Loiret i a la regió de Centre – Vall del Loira. L'any 2007 tenia 1.134 habitants.

## Demografia

### Població
El 2007 la població de fet de Marigny-les-Usages era de 1.134 persones. Hi havia 430 famílies, de les quals 76 eren unipersonals (32 homes vivint sols i 44 dones vivint soles), 161 parelles sense fills, 177 parelles amb fills i 16 famílies monoparentals amb fills.
La població ha evolucionat segons el següent gràfic:
Habitants censats

### Habitatges
El 2007 hi havia 451 habitatges, 434 eren l'habitatge principal de la família, 1 era una segona residència i 16 estaven desocupats. 440 eren cases i 9 eren apartaments. Dels 434 habitatges principals, 383 estaven ocupats pels seus propietaris, 42 estaven llogats i ocupats pels llogaters i 9 estaven cedits a títol gratuït; 1 tenia una cambra, 12 en tenien dues, 25 en tenien tres, 100 en tenien quatre i 295 en tenien cinc o més. 386 habitatges disposaven pel capbaix d'una plaça de pàrquing. A 124 habitatges hi havia un automòbil i a 292 n'hi havia dos o més.

### Piràmide de població
La piràmide de població per edats i sexe el 2009 era:
| Homes | Edats   | Dones |
| ----- | ------- | ----- |
| 0     | 95 o +  | 0     |
| 0     | 90 a 94 | 4     |
| 0     | 85 a 89 | 0     |
| 0     | 80 a 84 | 0     |
| 4     | 75 a 79 | 8     |
| 20    | 70 a 74 | 12    |
| 28    | 65 a 69 | 24    |
| 40    | 60 a 64 | 20    |
| 20    | 55 a 59 | 36    |
| 84    | 50 a 54 | 56    |
| 40    | 45 a 49 | 60    |
| 48    | 40 a 44 | 56    |
| 36    | 35 a 39 | 40    |
| 44    | 30 a 34 | 40    |
| 24    | 25 a 29 | 32    |
| 48    | 20 a 24 | 36    |
| 20    | 15 a 19 | 32    |
| 48    | 10 a 14 | 44    |
| 56    | 5 a 9   | 40    |
| 32    | 0 a 4   | 20    |

## Economia
El 2007 la població en edat de treballar era de 791 persones, 566 eren actives i 225 eren inactives. De les 566 persones actives 551 estaven ocupades (284 homes i 267 dones) i 15 estaven aturades (7 homes i 8 dones). De les 225 persones inactives 104 estaven jubilades, 79 estaven estudiant i 42 estaven classificades com a «altres inactius».

### Ingressos
El 2009 a Marigny-les-Usages hi havia 428 unitats fiscals que integraven 1.156 persones, la mediana anual d'ingressos fiscals per persona era de 24.161 €.

### Activitats econòmiques
Dels 30 establiments que hi havia el 2007, 3 eren d'empreses de fabricació d'altres productes industrials, 7 d'empreses de construcció, 7 d'empreses de comerç i reparació d'automòbils, 3 d'empreses de transport, 1 d'una empresa d'hostatgeria i restauració, 1 d'una empresa d'informació i comunicació, 1 d'una empresa financera, 1 d'una empresa immobiliària, 1 d'una empresa de serveis, 3 d'entitats de l'administració pública i 2 d'empreses classificades com a «altres activitats de serveis».
Dels 8 establiments de servei als particulars que hi havia el 2009, 1 era un taller de reparació d'automòbils i de material agrícola, 1 fusteria, 2 lampisteries, 1 electricista, 1 empresa de construcció, 1 perruqueria i 1 restaurant.
L'any 2000 a Marigny-les-Usages hi havia 6 explotacions agrícoles que ocupaven un total de 447 hectàrees.

## Equipaments sanitaris i escolars
El 2009 hi havia una escola elemental.

## Poblacions més properes
El següent diagrama mostra les poblacions més properes.